# Mistrovství světa v biatlonu 2020
51. mistrovství světa v biatlonu se konalo 12. – 23. února 2020 v italské Antholz-Anterselvě na stadionu Südtirol Arena v nadmořské výšce 1635 m n. m.
Mistrovství světa se zde konalo pošesté, naposledy v roce 2007. Tehdy zde byli nejlepší němečtí a norští biatlonisté: Magdalena Neunerová vyhrála tři závody, Ole Einar Bjørndalen dva. Z českých biatlonistů byl nejlepší Michal Šlesingr, který získal stříbrnou medaili ze sprintu a bronzovou z vytrvalostního závodu.

## Česká účast
O nominaci českých závodníků rozhodovaly dříve stanovené zásady: u mužů i žen tři nejvýše postavení závodníci světovém poháru a další dva na návrh trenéra. U mužů to podle prvního kritéria jsou  Michal Krčmář, Ondřej Moravec a Jakub Štvrtecký, u žen Markéta Davidová, Lucie Charvátová a Eva Puskarčíková. Mezi muži vybral Zdeněk Vítek dále předběžně Adama Václavíka a Michala Šlesingra, ale trenéři ještě čekali na výsledky juniorského světového šampionátu. Ten však už sestavu mužů nezměnil. Z žen jako čtvrtou nominovali Jessicu Jislovou a podle výsledků z juniorského mistrovství světa pak jako pátou Terezu Vinklárkovou. Poprvé v kariéře tak na mistrovství světa chyběla Veronika Vítková, která podle svých slov nebyla schopna ani v tréninku jet naplno a rychle se unavila.
Na závěrečnou přípravu odjeli reprezentanti do italského střediska Ridnaun, kde se především aklimatizovali na vysokou nadmořskou výšku dějiště mistrovství světa.
V průběhu mistrovství ještě trenéři vyměnili Adama Václavíka, kterému se podle jejich představ nepovedl sprint (skončil na 64. místě) za Tomáše Krupčíka. Měl být připraven jako rezerva do mužské štafety.

## Výběr pořadatele
O pořádání tohoto mistrovství světa bylo rozhodnuto na kongresu Mezinárodní biatlonové unie  4. září 2016 v moldavském Kišiněvu. O mistrovství se zde ucházela i slovinská Pokljuka a německý Oberhof.
| Středisko                             | Stát      | Hlasů |
| ------------------------------------- | --------- | ----- |
| South Tyrol Arena, Anterselva         | Itálie    | 30    |
| Biatlonový stadion Pokljuka, Pokljuka | Slovinsko | 15    |
| Rennstag Arena, Oberhof               | Německo   | 4     |

## Program
Na programu mistrovství bylo 12 disciplín. Muži i ženy absolvovali sprinty, stíhací závody, vytrvalostní závody, štafety a závody s hromadným startem. Společně také jeli závody smíšených štafet a smíšených dvojic.
| Den | Datum     | Disciplína                       | Začátek (SEČ) | Počet závodníků |
| --- | --------- | -------------------------------- | ------------- | --------------- |
| Čt  | 13. února | Smíšená štafeta                  | 14:45         | 27 týmů         |
| Pá  | 14. února | Sprint (ženy)                    | 14:45         | 101             |
| So  | 15. února | Sprint (muži)                    | 14:45         | 107             |
| Ne  | 16. února | Stíhací závod (ženy)             | 13:00         | 59              |
| Ne  | 16. února | Stíhací závod (muži)             | 15:15         | 60              |
| Út  | 18. února | Vytrvalostní závod (ženy)        | 14:15         | 100             |
| St  | 19. února | Vytrvalostní závod (muži)        | 14:15         | 104             |
| Čt  | 20. února | Smíšený závod dvojic             | 15:15         | 30 týmů         |
| So  | 22. února | Štafeta (ženy)                   | 11:45         | 24              |
| So  | 22. února | Štafeta (muži)                   | 14:45         | 27              |
| Ne  | 23. února | Závod s hromadným startem (ženy) | 12:30         | 30              |
| Ne  | 23. února | Závod s hromadným startem (muži) | 15:00         | 30              |

## Průběh závodů

### Smíšená štafeta
České reprezentaci se tento závod vydařil – po pěti letech získala ze závodu štafet medaili. Na první střelbě sice Eva Puskarčíková jednou chybovala, ale dobrým během a rychlou střelbou vstoje se dostala na páté místo, na kterém s malou ztrátou předávala Markétě Davidové. Ta střílela čistě a oproti dřívějším závodům rychle. Odrazila útok běloruské a švýcarské štafety a v posledním kole dosáhla druhého nejrychlejšího času. Předjela i Italku Dorotheu Wiererovou a předávala těsně před ní na druhém místě s 20vteřinovým náskokem na čtvrté Švýcarsko. Ondřej Moravec měl na svém úseku nejrychlejší střelecký čas, ale běžel pomaleji, takže se před něj opět dostal Lukas Hofer z Itálie. Při šesté střelbě udělal dosud vedoucí Nor Tarjei Bø dvě chyby a odjížděl pět sekund po Hoferovi a Moravcovi, ale brzy se  vrátil do čela závodu. Michal Krčmář přebíral na třetím místě s pětivteřinovou ztrátou na vedoucí dvojici a s téměř půlminutovým náskokem na čtvrté Švýcarsko. Bělel pomaleji, takže se mu Nor Johannes Thingnes Bø a Ital Dominik Windisch vzdálili a naopak čtvrtý Ukrajinec Dmytro Pidručnyj přiblížil až na devět sekund. Vleže střílel čistě a rychle; vstoje sice musel Krčmář jednou dobíjet, ale všichni jeho nejbližší soupeři udělali aspoň o jednu chybu více. Do posledního kola vyjel se ztrátou 15 sekund na druhého Windische a s náskokem 30 sekund na Němce Benedikta Dolla. Tento náskok udržel a s jistotou si dojel pro bronzovou medaili. Zvítězili Norové, kteří se už od první předávky střídali ve vedoucí trojici a většinu času závod vedli. 
Přes dobré podmínky na střelnici musely některé favorizované štafety na trestné kolo: německá štafeta proto dojela až na čtvrtém místě a především Francouzi až na sedmém.

### Sprinty
Sprint žen se jel za příznivého počasí. Vítr byl slabší, ale s poryvy, které dělaly závodnicím potíže, takže jen čtyři z nich dokázaly zastřílet čistě. Zpočátku běžela na prvním místě Slovenka Paulína Fialková, před kterou se brzy dostala Norka Marte Olsbuová. Udělala sice jednu chybu vstoje, ale vyrovnala to velmi rychlým během. Po chvíli přijela na druhou střelbu Američanka Susan Dunkleeová. I v stoje odstřílela čistě a odjížděla s náskokem deset vteřin na Norku. V posledním kole jí však došly síly a v cílové rovině jela viditelně vyčerpaná (v posledních 300 metrech ztratila 9 vteřin). Dokázala však dojet na druhém místě se ztrátou sedmi vteřin. Pak přijížděla k druhé střelbě na prvním místě Švédka Hanna Öbergová; udělala zde však tři chyby a nakonec skončila na 18. místě. Mezitím odstartovala Lucie Charvátová. Nezasáhla jeden terč vleže, ale rychlým během se posunovala dopředu. Při druhé střelbě střílela oproti většině svých soupeřek čistě a odjížděla ze střelnice na druhém místě se ztrátou 11 vteřin na v tu dobu vedoucí Dunkleovou. Už nedokázala zrychlit, naopak se propadla, ale udržela náskok na Ukrajinku Olenu Pidhrušnou a skončila třetí. Charvátová tak poprvé nejen na mistrovství světa, ale i v závodech světového poháru získala medaili. 
Ostatním českým závodnicím se moc nedařilo. Eva Puskarčíková se dvěma chybami, rychlou střelbou, ale pomalejším během dojela na 24. místě, Markéta Davidová se třemi chybami skončila 13. míst za ní. Jediná Jessica Jislová na 70. pozici v cíli nepostoupila do stíhacího závodu.
V závodu mužů se očekával souboj Nora Johannese Thingnese Bø s Francouzem Martinem Fourcadem. Bø startoval mezi prvními, běžel rychle, ale vleže udělal jednu chybu. Fourcade při první střelbě nechyboval, ale do druhého kola odjížděl s náskokem jen tři vteřiny na Nora. Mezitím se propracovával dopředu Francouz Quentin Fillon Maillet, který vleže nesestřelil jeden terč, ale pak jel nejrychlejší kola. Vstoje byl bezchybný a po střelbě odjížděl první s náskokem půl vteřiny. I toto kolo zvládl nejrychleji ze všech a do cíle dojel téměř 20 vteřin před Johannesem Bø, který vstoje nechyboval, ale už neběžel nejrychleji. Fourcade vstoje střílel čistě, před cílem dokázal zrychlit a dojel před Johannesem Bø, ale za Fillonem Mailletem. Později startoval Rus Alexandr Loginov, který se v první polovině závodu pohyboval kolem osmého místa. Pak ale zrychlil, i vstoje zastřílel čistě a do posledního kola najížděl se sedmivteřinovým náskokem na Mailleta, který si udržel až cíle a zvítězil. 
Čeští závodníci stříleli špatně – všichni udělali aspoň dvě chyby – a ani běh se jim nedařil. Nejlepší skončil Michal Krčmář na 39. místě, Ondřej Moravec a Jakub Štvrtecký dojeli šest a sedm míst za ním.

### Stíhací závody
V závodě žen zpočátku vedla Američanka Susan Dunkleeová. Po chybě při druhé střelbě se držela kolem čtvrtého místa, ale při poslední položce nezasáhla ani jeden terč a propadla se na 35. místo. Do čela se dostala Norka Marte Olsbuová a dlouho jela ve dvojici s Italkou Dorotheou Wiererovou. Při poslední střelbě však udělala dvě chyby, zatímco Italka jen jednu. Proto Wiererová  odjížděla do posledního kola s menším náskokem, který si udržela až do cíle a zvítězila. Olsbuovou předjela ještě Němka Denise Herrmannová, která Norku i Italku stíhala už od první střelby.
Z českých biatlonistek jela velmi rychle Markéta Davidová, která vleže střílela čistě a posouvala se až na 18. místo. Při první střelbě vstoje však minula tři terče. I když stále běžela rychle, stačilo to jen na 25. místo v cíli. Lucie Charvátová nezasáhla při první střelbě vleže tři terče. Když ale při střelbách vstoje přidala čtyři chyby, dojela na 42. pozici; pomalu běžící Eva Puskarčíková ještě o dvě místa za ní.
Závod mužů dlouho vedl vítěz sprintu Rus Alexandr Loginov. Střílel čistě a proto si udržoval náskok zpočátku před Francouzem Martin Fourcade a v druhé polovině závodu před  Norem Johannesem Thingnesem Bø a bezchybně střílejícím Francouzem Emilienem Jacquelinem. Při poslední střelbě však Loginov poprvé nezasáhl jeden terč, Nor a Francouz však byli bezchybní a tak odjížděli spolu na prvním místě. V poslední části kola Jacquelin nepustil Johannese Bø do výhodnější stopy, udržel si nejlepší pozici při nájezdu do cílové roviny a poprvé v kariéře zvítězil.
Z českých reprezentantů se dařilo jen Ondřeji Moravcovi. Rychle střílel, udělal jen jednu chybu hned při první položce, ale přidal k tomu jen průměrný běžecký čas. Přesto se posunul z 45. místa na startu na 22. v cíli. Michal Krčmář jel rychleji, ale udělal čtyři chyby a skončil na 27. pozici. Jakub Štvrtecký nezasáhl celkem šest terčů a dojel až na 54. místě.

### Vytrvalostní závody
Přestože vál jen slabší vítr, jeho občasné nárazy znesnadňovaly biatlonistkám střelbu a jen pět jich udělalo méně než dvě chyby. Čistě střílející Eva Puskarčíková se po druhé střelbě udržovala na druhém místě za také bezchybnou Monikou Hojniszovou-Staręgovou. Puskarčíková udělala svoji jedinou chybu při třetí položce. Tuto přesnost však doplnila jen průměrným během. Závod dokončila na 10. místě a probojovala se tak do nedělního stíhacího závodu. Markéta Davidová udělala při první, druhé i třetí střelbě po jedné chybě. Díky rychlému běhu se udržovala kolem průběžné 12. pozice, a když na poslední položce zastřílela bezchybně a v posledním kole předjela několik soupeřek, dokončila na osmém místě. V tu dobu průběžně vedla Norka Marte Olsbuová, která udělala sice celkově dvě chyby, ale vyrovnala to rychlým během. Do průběžného vedení se pak dostala čistě střílející Němka Vanessa Hinzová. I když při poslední položce nezasáhla jeden terč, měla stále náskok před Norkou a do cíle dojela před ní. Italka Dorothea Wiererová udělala zpočátku dvě chyby na střelnici, ale pak střílela bezchybně a propracovávala se dopředu. Při poslední střelbě zasáhla všechny terče, získala tím na Hinzovou dvouvteřinový náskok, který udržela až do cíle a zvítězila. Z dalších českých biatlonistek skončila Lucie Charvátová s šesti chybami na 46. místě. Poprvé v závodě světového poháru závodila juniorka Tereza Vinklárková. Udělala čtyři chyby, ale běžela pomaleji a tak dojela do cíle na 62. pozici.
V závodě mužů startoval mezi prvními Rakušan Dominik Landertinger. Při prvních třech střelbách neudělal žádnou chybu, a tak se dlouho udržoval průběžně v čele. Pak se před něj dostal Francouz Martin Fourcade, který první tři položky zastřílel také čistě. Jako poslední z velkých favoritů odstartoval Nor Johannes Thingnes Bø. V prvních kolech jel rychle, ale už při první střelbě vleže nezasáhl jeden terč. V průběžném pořadí se proto udržoval až za Francouzem a Rakušanem, ale přibližoval se jim. Landertinger při poslední střelbě udělal jednu chybu, a protože běžel pomaleji, dostal se Fourcade před něj a s náskokem téměř minuty a půl dojel do cíle jako první, i když také poslední ranou nezasáhl terč. Pak přijížděl na poslední střelbu na první pozici Johannes Bø. Udělal však jednu chybu, klesl za Fourcada a závod dokončil až jako druhý. Z českých reprezentantů dojel nejlépe Ondřej Moravec. Až do předposledního kola se s jednou chybou a solidním během udržoval kolem desátého místa. Při poslední střelbě vstoje však nezasáhl dva terče a klesl na 16. místo. Přesto si tímto výsledkem zajistil účast v nedělním závodu s hromadným startem. To se nepodařilo Michalu Krčmářovi, který střílel stejně jako Moravec, ale běžel pomaleji a dokončil závod na 23. pozici. Další skončili v poli poražených: Jakub Štvrtecký s šesti chybami na 70. a Michal Šlesingr se sedmi na 89. místě.

### Smíšený závod dvojic
Závodu se zúčastnilo rekordních 30 dvojic. Od počátku jela velmi rychle za Norsko  Marte Olsbuová, která taky dobře střílela. Její kolega Johannes Thingnes Bø sice střílel hůře – na první položce potřeboval dokonce všechny náhradní náboje – ale chyby taky vyrovnal kvalitním během. Rozhodující nástup zahájil v předposledním kole, kdy ujel Němci Eriku Lesserovi. Třetí dojeli Francouzi, kteří se čistou střelbou v posledních třech položkách propracovali dopředu. Po skončení závodu sice jury řešila to, že Émilien Jacquelin nechal po odjezdu z poslední střelby na stanovišti jednu hůlku, ale francouzský tým nebyl nijak potrestán.
České dvojici se nedařilo. Markétě Davidové při střelbě vstoje nestačily náhradní náboje, musela na trestné kolo a klesla na 24. místo. Vinou špatné střelby si český tým pozici výrazně nevylepšoval: až Michal Krčmář v předposledním kole předjel dvě štafety a díky čistě střelbě na poslední položce se dostal před čtyři další. Dokončil na 14. místě s odstupem dvou minut na vítěze.

### Štafety
Štafeta žen byl závod plný zvratů. Hned po první střelbě se na čele usadila Itálie, které zejména Dorothea Wiererová na druhém úseku získala minutový náskok na druhé Polsko. Za Česko rozjížděla štafetu Jessica Jislová. Vleže střílela čistě, ale vstoje udělala dvě chyby a klesla až na 13. pozici. Pak však předvedla druhý nejrychlejší běh a Markétě Davidové předávala na 10. místě s nepatrnou ztrátou na pět štafet před ní. Davidová udělala jen jednu chybu při střelbě vstoje a i díky rychlému běhu se posunula na 3. pozici. Po druhé předávce se v čele udržovala Italka Federica Sanfilippová, která ale po střelbě vstoje musela na dvě trestná kola a do čela se dostala Kamila Żuková z Polska. Lucie Charvátová při střelbě vleže nezasáhla tři terče a navíc dvakrát špatně dobila první náboj a musela jej vyklepávat. Přesto náhradními náboji zasáhla všechny terče a nemusela na trestné kolo. Klesla na sedmé místo. Vstoje pak udělala taky tři chyby, ale i zde nakonec sestřelila všechny terče. Tyto chyby však vyrovnala druhým nejrychlejším během a předávala na druhém místě těsně před Norskem a Německem. Do posledního kola vyjížděla na prvním místě Polka Magdalena Gwizdońová, která však v běhu ztrácela. Po předposlední střelbě ji předjela Norka Marte Olsbuová a Polsko dojelo nakonec sedmé. Za Olsbuovou se udržovala Švédka Hanna Öbergová. Česká štafeta vinou pomalejšího běhu Evy Puskarčíkové klesla na páté místo. Ta však při poslední střelbě střílela oproti svým nejbližším soupeřkám jako jediná čistě a postoupila na třetí pozici. Předjela ji však nejrychleji jedoucí Němka Denise Herrmannová, která vybojovala pro Německo druhé místo za vítěznými Norkami. Puskarčíková zrychlila, ale už nedokázala dojet třetí Ukrajinu. Udržela však za sebou Öbergovou, která po poslední střelbě jela trestné kolo, a obsadila čtvrté místo, což byl nejlepší výkon české štafety v této sezóně. Z favoritů se nedařilo domácím Italkám, které musely na tři trestná kola a dokončily desáté. Ještě hůře na tom byly Francouzky, které nezasáhly celkem 19 terčů, jely čtyři trestná kola a dokončily na 14. pozici.
Od první předávky jela v čele mužské štafety dvojice Německo a Francie, která si vypracovala minutový náskok na třetí Norsko. Když však Němec Benedikt Doll musel po poslední střelbě na trestné kolo, jel pro zlatou medaili Francouz Quentin Fillon Maillet. Dolla pak v polovině posledního kola předjel Nor Johannes Thingnes Bø, který tak obsadil druhé místo.
Oproti ženám se českým mužům nedařilo. Jediné srovnání podle sportovního ředitele Českého svazu biatlonu Ondřeje Rybáře snesl výkon Michala Šlesingra, který jel svůj poslední závod na mistrovství světa v kariéře. Udělal jen jednu chybu při druhé střelbě, a i když zvláště ke konci neběžel nejrychleji, předával Ondřeji Moravcovi na devátém místě necelé čtyři vteřiny od pátého místa. Moravec však nezasáhl celkem čtyři terče a klesl na 12. místo. Jakub Štvrtecký a Michal Krčmář pak přidali pět a čtyři chyby a česká štafeta skončila v cíli na 13. pozici.

### Závody s hromadným startem
Také ve stíhacím závodu žen se často měnilo pořadí. Po první střelbě se do čela dostala Rakušanka Katharina Innerhoferová. Při třetí položce však udělala tři chyby  a na čele ji nahradila Francouzka Julia Simonová, která jako jediná zasáhla všech 15 terčů. Blížila se jí však dosud nejrychleji běžící Italka Dorothea Wiererová. Do poslední střelby ji sice nedojela, ale udělala jen jednu chybu, méně než většina jejich soupeřek. Po trestném kole proto jela první s čtvrtminutovým náskokem, ale zpomalovala (v celém posledním kole měla až 17. běžecký čas). Rychle ji dojížděla Norka Marte Olsbuová, ve stoupání u druhého mezičasu ji předjela a dojela si s náskokem pro zlatou medaili, celkově pátou na tomto mistrovství.  Zajímavý byl i boj o třetí místo. Většinu kola se na této pozici udržovala Polka Monika Hojniszová, která v popředí jela od druhé střelby. Těsně ji celé kolo stíhala Švédka Hanna Öbergová, která ji na začátku stadionu předjela a získala tak svoji první medaili z tohoto mistrovství.
Markéta Davidová zastřílela první položku čistě a rychle a dostala se na třetí místo. V dalších položkách však udělala pět chyb, a protože zaběhla jen průměrný běžecký čas, dojela na 20. místě. Eva Puskarčíková udělala na střelnici jen dvě chyby, ale běžela nejpomaleji ze všech a skončila tři pozice za Davidovou. Lucie Charvátová nezasáhla celkem osm terčů. Spolu s pomalým během jí to stačilo jen na předposlední, 29. místo.
Závod mužů vyhrál s náskokem  Nor Johannes Thingnes Bø, který jediný zastřílel všechny položky čistě. Od poloviny závodu se udržoval v čele a svůj náskok zvyšoval, i když nejel tak rychle jako v minulých závodech. Druhé místo si od třetí střelby hlídal Francouz Quentin Fillon Maillet. O bronzovou medaili se však v posledním kole bojovalo. Ze střelnice odjel na třetím místě další Francouz Émilien Jacquelin se sedmivteřinovým náskokem na Nora Tarjeje Bø. Ten jej v polovině kola předjel, ale Jacquelin se jej držel, na začátku stadionu si zvolil výhodnější stopu, vrátil se zpět před Nora a získal třetí místo.
Z českých reprezentantů se do tohoto závodu probojoval jen Ondřej Moravec. Střílel rychle, ale vleže i vstoje udělal po jedné chybě. Z poslední střelecké položky vstoje, kde se hodně chybovalo, odjížděl na osmém místě, ale v posledním kole jej předjelo několik rychlejších závodníků a tak Moravec dojel na 11. místě.

## Medailisté

### Muži
| Disciplína                        | Zlato                                                                           | Výkon                                                     | Stříbro                                                                       | Výkon                                                     | Bronz                                                      | Výkon                                         |
| Vytrvalostní závod (20 km)        | Martin Fourcade                                                                 | 49:43,1 (0+0+0+1)                                         | Johannes Thingnes Bø                                                          | 50:40,1 (1+0+0+1)                                         | Dominik Landertinger                                       | 51:05,2 (0+0+0+1)                             |
| Sprint (10 km)                    | Alexandr Loginov                                                                | 22:48,1 (0+0)                                             | Quentin Fillon Maillet                                                        | 22:54,6 (0+1)                                             | Martin Fourcade                                            | 23:07,6 (0+0)                                 |
| Stíhací závod (12,5 km)           | Émilien Jacquelin                                                               | 31:15,2 (0+0+0+0)                                         | Johannes Thingnes Bø                                                          | 31:15,6 (1+1+0+0)                                         | Alexandr Loginov                                           | 31:39,1 (0+0+0+1)                             |
| Závod s hromadným startem (15 km) | Johannes Thingnes Bø                                                            | 38:09,5 (0+0+0+0)                                         | Quentin Fillon Maillet                                                        | 38:51,5 (1+0+1+1)                                         | Émilien Jacquelin                                          | 39:04,5 (1+0+1+0)                             |
| Štafeta (4×7,5 km)                | FrancieÉmilien Jacquelin Martin Fourcade Simon Desthieux Quentin Fillon Maillet | 1:12:35,9 (0+0) (0+1) (0+0) (0+0) (0+0) (0+1) (0+0) (0+2) | NorskoVetle Sjåstad Christiansen Johannes Dale Tarjei Bø Johannes Thingnes Bø | 1:12:57,4 (0+0) (1+3) (0+0) (0+3) (0+1) (0+2) (0+2) (0+1) | NěmeckoErik Lesser Philipp Horn Arnd Peiffer Benedikt Doll | 1:13:12,1 (0+0) (0+0) (0+0) (0+1) (0+3) (1+3) |

### Ženy
| Disciplína                          | Zlato                                                                                                | Výkon                                                     | Stříbro                                                                           | Výkon                                                     | Bronz                                                                          | Výkon                                                     |
| Vytrvalostní závod (15 km)          | Dorothea Wiererová                                                                                   | 43:07,7 (1+1+0+0)                                         | Vanessa Hinzová                                                                   | 43:09,9 (0+0+0+1)                                         | Marte Olsbuová Røiselandová                                                    | 43:24,9 (0+1+0+1)                                         |
| Sprint (7,5 km)                     | Marte Olsbuová Røiselandová                                                                          | 21:13,1 (0+1)                                             | Susan Dunkleeová                                                                  | 21:19,9 (0+0)                                             | Lucie Charvátová                                                               | 21:34,4 (1+0)                                             |
| Stíhací závod (10 km)               | Dorothea Wiererová                                                                                   | 29:22,0 (0+0+0+1)                                         | Denise Herrmannová                                                                | 29:31,5 (1+0+1+1)                                         | Marte Olsbuová Røiselandová                                                    | 29:35,8 (1+0+0+2)                                         |
| Závod s hromadným startem (12,5 km) | Marte Olsbuová Røiselandová                                                                          | 39:14,0 (1+1+0+0)                                         | Dorothea Wiererová                                                                | 39:34,7 (1+0+1+1)                                         | Hanna Öbergová                                                                 | 39:40,1 (1+0+0+2)                                         |
| Štafeta (4×6 km)                    | NorskoSynnøve Solemdalová Ingrid Landmark Tandrevoldová Tiril Eckhoffová Marte Olsbuová Røiselandová | 1:07:05,7 (0+1) (0+0) (0+0) (0+2) (0+3) (1+3) (0+0) (0+0) | NěmeckoKarolin Horchlerová Vanessa Hinzová Franziska Preussová Denise Herrmannová | 1:07:16,4 (0+1) (0+3) (0+0) (0+0) (0+1) (0+0) (0+2) (0+2) | UkrajinaAnastasija Merkušinová Julija Džymová Vita Semerenková Olena Pidhrušná | 1:07:24,1 (0+1) (0+1) (0+2) (0+0) (0+1) (0+2) (0+0) (0+1) |

### Smíšené štafety
| Disciplína                        | Zlato                                                                             | Výkon                                                     | Stříbro                                                                | Výkon                                                     | Bronz                                                               | Výkon                                                   |
| Smíšená štafeta (4×6 km)          | NorskoMarte Olsbuová Røiselandová Tiril Eckhoffová Tarjei Bø Johannes Thingnes Bø | 1:02:27,7 (0+0) (0+1) (0+2) (0+0) (0+0) (0+2) (0+0) (0+0) | ItálieLisa Vittozziová Dorothea Wiererová Lukas Hofer Dominik Windisch | 1:02:43,3 (0+3) (0+3) (0+1) (0+1) (0+0) (0+0) (0+0) (0+2) | ČeskoEva Puskarčíková Markéta Davidová Ondřej Moravec Michal Krčmář | 1:03:14,1 (0+1) (0+0) (0+0) (0+0) (0+0) (0+1)           |
| Smíšený závod dvojic (6 + 7,5 km) | NorskoMarte Olsbuová Røiselandová Johannes Thingnes Bø                            | 34:19,9 (0+1) (0+0) (0+1) (0+3) (0+0) (0+1) (0+0) (0+0)   | NěmeckoFranziska Preussová Erik Lesser                                 | 34:37,5 (0+0) (0+1) (0+0) (0+2) (0+1) (0+0) (0+0) (0+1)   | FrancieAnaïs Bescondová Émilien Jacquelin                           | 34:49,7 (0+0) (0+0) (0+2) (0+1) (0+1) (0+0) (0+0) (0+0) |

## Medailové pořadí

### Medailové pořadí zemí
| Pořadí | Země                   | 1. místo | 2. místo | 3. místo | Celkově |
| ------ | ---------------------- | -------- | -------- | -------- | ------- |
| 1.     | Norsko                 | 6        | 3        | 2        | 11      |
| 2.     | Francie                | 3        | 2        | 3        | 8       |
| 3.     | Itálie                 | 2        | 2        | 0        | 4       |
| 4.     | Rusko                  | 1        | 0        | 1        | 2       |
| 5.     | Německo                | 0        | 4        | 1        | 5       |
| 6.     | Spojené státy americké | 0        | 1        | 0        | 1       |
| 7.     | Česko                  | 0        | 0        | 2        | 2       |
| 8.     | Rakousko               | 0        | 0        | 1        | 1       |
| 9.     | Švédsko                | 0        | 0        | 1        | 1       |
| 10.    | Ukrajina               | 0        | 0        | 1        | 1       |
|        | Celkem                 | 12       | 12       | 12       | 36      |

### Individuální medailové pořadí – vícenásobní medailisté
| Pořadí                                 | Závodník                          | Zlato | Stříbro | Bronz | Celkově |
| -------------------------------------- | --------------------------------- | ----- | ------- | ----- | ------- |
| 1.                                     | Marte Olsbuová Røiselandová (NOR) | 5     | 0       | 2     | 7       |
| 2.                                     | Johannes Thingnes Bø (NOR)        | 3     | 3       | 0     | 6       |
| 3.                                     | Dorothea Wiererová (ITA)          | 2     | 2       | 0     | 4       |
| 4.                                     | Émilien Jacquelin (FRA)           | 2     | 0       | 2     | 4       |
| 5.                                     | Martin Fourcade (FRA)             | 2     | 0       | 1     | 3       |
| 6.                                     | Tiril Eckhoffová (NOR)            | 2     | 0       | 0     | 2       |
| 7.                                     | Quentin Fillon Maillet (FRA)      | 1     | 2       | 0     | 3       |
| 8.                                     | Tarjei Bø (NOR)                   | 1     | 1       | 0     | 2       |
| 9.                                     | Alexandr Loginov (RUS)            | 1     | 0       | 1     | 2       |
| 10.                                    | Denise Herrmannová (GER)          | 0     | 2       | 0     | 2       |
| 10.                                    | Vanessa Hinzová (GER)             | 0     | 2       | 0     | 2       |
| 10.                                    | Franziska Preussová (GER)         | 0     | 2       | 0     | 2       |
| závody se započítáním soutěží družstev |                                   |       |         |       |         |